# Lorenzo Becerril
Lorenzo Becerril Sánchez de la Barquera (¿1839? - ¿1900?) fue un fotógrafo mexicano, nacido en Tula, Hidalgo . Becerril es creador de las vistas mexicanas, las primeras fotografías de arquitectura civil, religiosa y de paisaje de México. 

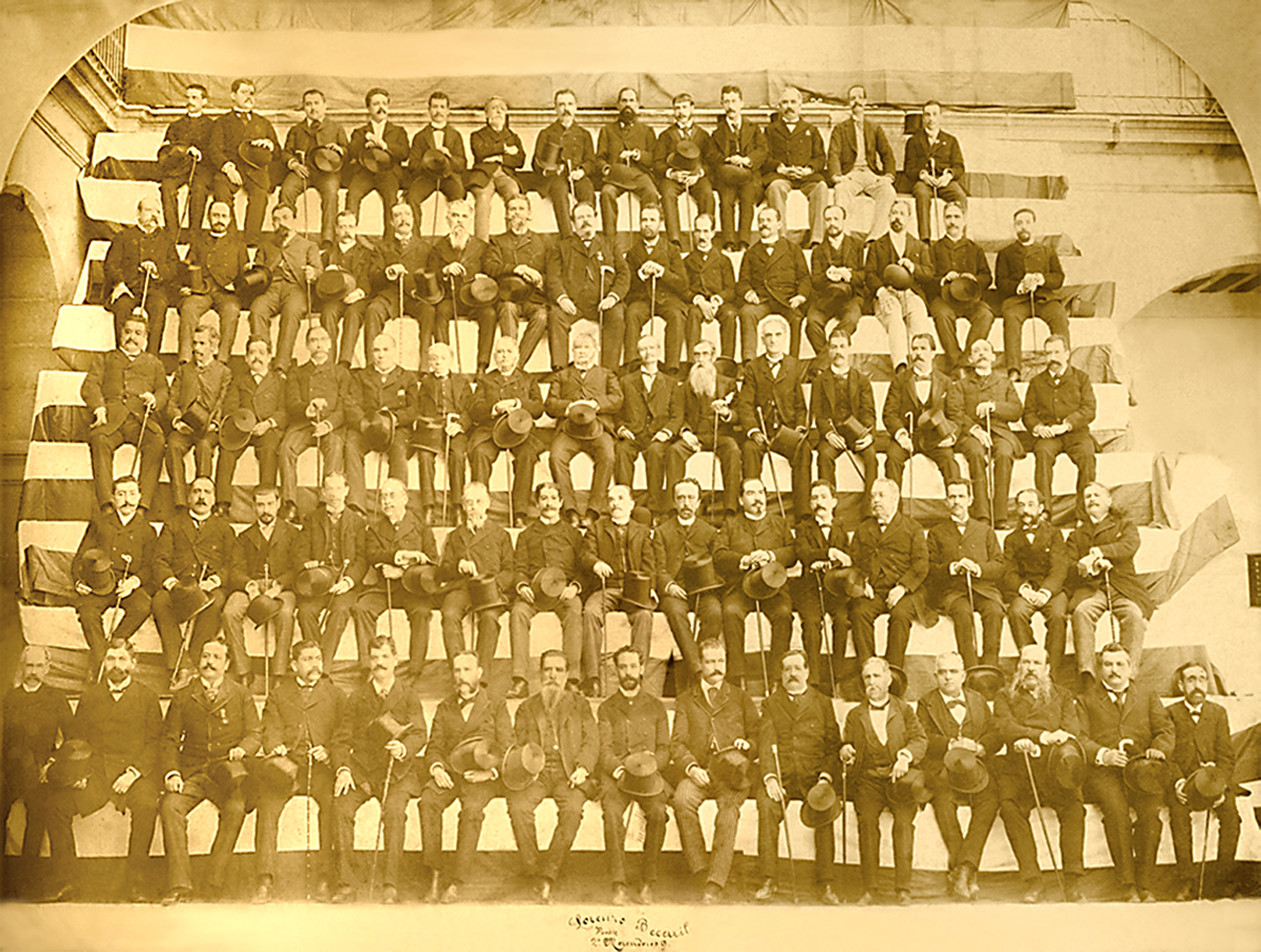
Retrato de Grupo de Lorenzo Becerril

## ElÁlbum Fotográfico Mexicano
En la década de los ochenta, emprendió infatigables viajes por diversos rumbos del país para realizar la producción de las vistas mexicanas para el Álbum Fotográfico Mexicano. Becerril intenta reunir por primera vez en su trayectoria profesional, en un único campo profesional (la fotografía), y en un único género (las vistas), la multiplicidad de representaciones sobre arquitectura civil y religiosa, paisajes urbanos y rurales y sitios y monumentos, que con diversas técnicas (pintura, grabado, litografía, dibujo), sobre estos temas se venían haciendo hasta ese momento. Así, la fotografía produce una “nueva visión” de estos géneros, convirtiéndose muy pronto estas fotografías (las vistas mexicanas), en presencias simbólicas tradicionales. Esta producción tenía la pretensión de que las fotografías tuvieran una venta masiva. A esta creación de imágenes fotográficas años después, se le asemejarían las tarjetas postales, mismas que tendrían gran difusión y comercialización desde inicios del siglo XX. 

Formé el álbum fotográfico que se compone de 74 vistas de Puebla mismas que tengo el proyecto de seguir tomando vistas de otras poblaciones tan luego y como reúna algunos recursos.
Lorenzo Becerril

## Vida
Becerril fue hijo de Miguel Becerril y Margarita Sánchez de la Barquera. Su lugar de nacimiento es Tula, Hidalgo, información obtenida de su expediente matrimonial y de las actas de nacimiento de sus hijos. La fecha exacta de su nacimiento no ha podido determinarse, probablemente nació en 1839.
Becerril se inicia en la fotografía en el año de 1860, cuando se asocia con Eduardo Unda y Joaquín Martínez, en un gabinete fotográfico. De este gabinete Becerril salió para fundar su propia fotografía en la calle de Mesones núm. 3.

## Obra

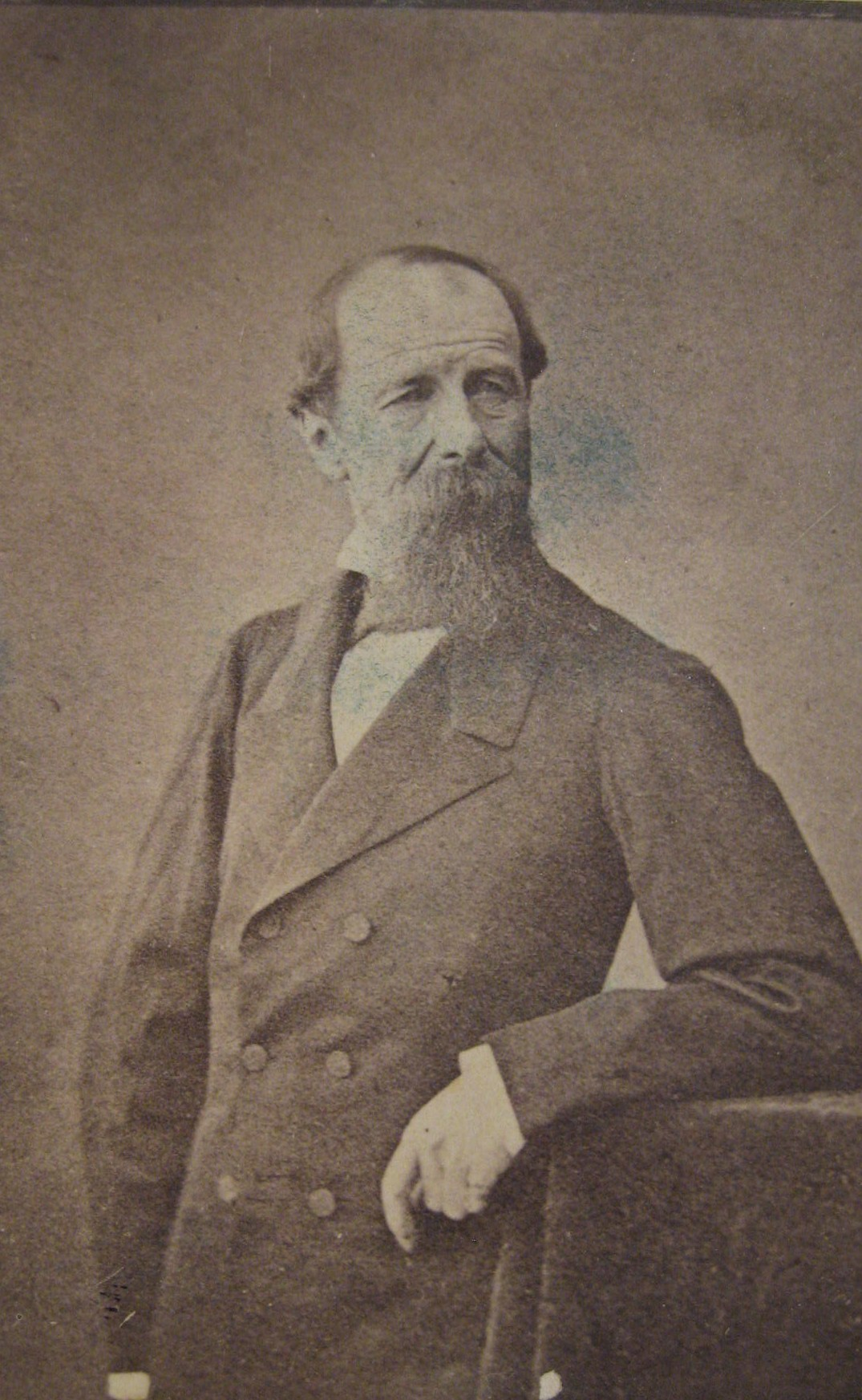
Foto de Lorenzo Becerril de Martin Tritschler, fabricante y comerciante de relojes

Lo más importante de su obra es la realización de vistas de las ciudades mexicanas. Para este proyecto, Becerril contó con un estudio en la capital de la República, situado este en el Portal de Mercaderes núm. 7. 
La venta de las vistas mexicanas del Álbum Fotográfico Mexicano, requerían de suficiente publicidad en los principales medios del momento. Es por ello que cuando Filomeno Mata publica su Anuario universal y Anuario mexicano para 1885 y 1886, en la sección de avisos de estos textos se puede leer: “Galería fotográfica de Lorenzo Becerril, Puebla (casa establecida en 1863). La casa cuenta con una selecta colección de vistas Álbum Mexicano (en número de 600), de las principales poblaciones, edificios, ferrocarriles, puentes, cascadas, etc., de la República.” Este dato es un indicativo de la expansión del proyecto de Becerril; además de la relación entre producción y consumo, identificándose en ello algo muy preciso: las fotografías pronto se convirtieron en símbolos de la sociedad de la época, por lo que muchos interesados estaban ávidos de poseer. 
En la realización del proyecto, el Álbum mexicano, Becerril sigue realizando imágenes de Puebla, ejemplo de ello son la Escuela de Biología del Colegio del Estado, núm. 38; la calle de Echeverría, núm. 51; la Casa de Maternidad, una obra de beneficencia y asistencia social construida en 1885 con el legado de Luis Haro y Tamariz.
Apenas varios años después de iniciadas las técnicas fotomecánicas, una fotografía de Becerril “México. Diputación” se publicó con estas técnicas. Más imágenes de Becerril se pueden encontrar en el libro Puebla y Oaxaca aparecido en 1901, en él se sitúan tres fotografías de Oaxaca.
A Becerril podría considerársele como uno de los primeros fotorreporteros mexicanos, ya que sus fotografías de sucesos acaecidos en la capital poblana eran publicadas en El Mundo. Semanario Ilustrado, un importante medio de promoción para la fotografía mexicana. El Mundo publica las fotografías de la fiesta del Combate de flores en Puebla, un desfile de carruajes adornados con flores que hacía el recorrido del Zócalo angelopolitano al Paseo Bravo. En 1897, otras imágenes de Becerril son publicadas en El Mundo, las de La catástrofe de Puebla, un accidente sucedido en la fábrica de estampados “La Carolina”, que registra las consecuencias de la explosión de la caldera de vapor. La crónica del suceso inicia diciendo: “El Mundo Ilustrado da hoy el lugar preferente a algunos grabados relativos al tremendo siniestro que sembró la consternación en la ciudad angelopolitana”. Se publicaron dos fotografías: “Después del siniestro” y “En busca de cadáveres”.  
Y en ese mismo año, (1897) Becerril participó en los certámenes de Chicago y Atlanta resultando premiado, no se sabe el tipo de premios que recibió en dichos certámenes, solo se conoce lo publicado en el Boletín Municipal, he aquí lo que refiere dicho documento: “Recibidos por el Gobierno local, los premios y recompensas que obtuvieron los Expositores del Estado en los Certámenes de Chicago y Atlanta, se convocan a las personas a recibir el justificante que acredite el derecho que tienen a las referidas. Lorenzo Becerril era uno de los convocados.
Es importante recordar que el proyecto que comenzó con 74, después fueron 600, más adelante 2 000 y en 1898, se anunciaban 3 000 vistas, lo que es un indicativo del gran éxito que alcanzó el Álbum mexicano y las fotografías que lo conformaron. Este tipo de evidencias nos lleva a emprender la búsqueda de esa gran cantidad de registros sobre las ciudades y monumentos mexicanos en una época precisa; además nos pone en evidencia el gran interés que existía en una parte de la población por consumir todo aquello que representaba los rasgos más representativos del florecimiento de la cultura.
Un aspecto más de la obra de Lorenzo Becerril fue la realización de retratos de grupo.

## Archivos donde se encuentra su obra
- BMNAH Biblioteca Nacional de Antropología e Historia
- FLBAC Fototeca Lorenzo Becerril A.C.
- SINAFO Fototeca Nacional INAH
- CJOS Colección de John O’Leary Simmons.
- CPSC Colección de Pedro Sardá Cué
- AGN Archivo General de la Nación

## Periódicos
- El mundo. Semanario ilustrado, Tomo I, número 17, México, 1885 y Tomo I, de 1897.